# Ferdinand Bracke
Ferdinand Bracke (Hamme, 25 de maig de 1939) és un ciclista belga, ja retirat, que fou professional entre 1962 i 1978. Era especialista en contrarellotges.
Va combinar la seva participació en curses en carretera amb el ciclisme en pista, arribant a ser campió de Bèlgica de persecució cinc vegades i campió del món de la mateixa especialitat en tres ocasions. El seu major èxit en carretera fou el triomf a la Volta a Espanya de 1971, per davant del seu compatriota Wilfried David i l'espanyol Luis Ocaña. Al Tour de França aconseguí 2 victòries d'etapa i el 1968 pujà al podi en finalitzar en tercera posició.
El 30 d'octubre de 1967 va batre el rècord de l'hora, a Roma, vigent en poder de Roger Rivière des de feia més de vuit anys. Va recórrer 48 km i 93 m, superant en 750 metres el rècord fins aleshores vigent. Un any després Ole Ritter va superar la seva marca a Mèxic.

## Palmarès en pista
- 1964
  -  Campió del món de persecució
- 1965
  -  Campió de Bèlgica de persecució
- 1967
  -  Campió de Bèlgica de persecució
  - Rècord de l'hora
  - 1r als Sis dies de Charleroi (amb Patrick Sercu)
- 1968
  - 1r als Sis dies de Charleroi (amb Patrick Sercu)
- 1969
  -  Campió del món de persecució
- 1972
  -  Campió de Bèlgica de persecució
- 1973
  -  Campió de Bèlgica de persecució
  - 1r als Sis dies de Mont-real (amb Robert Van Lancker)

## Palmarès en ruta
- 1961
  - Vencedor d'una etapa a la Volta a Limburg amateur
- 1962
  - 1r al Gran Premi de les Nacions
- 1964
  - Vencedor d'una etapa dels Quatre dies de Dunkerque
  - Vencedor d'una etapa del Midi Libre
- 1965
  - 1r del Tour de l'Alt Loira
- 1966
  - 1r al Trofeu Baracchi (amb Eddy Merckx)
  - Vencedor d'una etapa al Tour de França
  - Vencedor d'una etapa de la Volta a Bèlgica
- 1967
  - 1r al Trofeu Baracchi (amb Eddy Merckx)
- 1968
  - 1r al Gran Premi Baden-Baden (amb Vittorio Adorni)
  - Vencedor d'una etapa de la París-Niça
- 1969
  - Vencedor d'una etapa dels Quatre dies de Dunkerque
  - Vencedor d'una etapa del Midi Libre
- 1970
  - 1r al Gran Premi de Valònia
  - Vencedor d'una etapa dels Quatre dies de Dunkerque
- 1971
  -  1r a la Volta a Espanya
  - 1r a la Fletxa de Haspengouw
- 1972
  - Vencedor d'una etapa a l'Étoile des Espoirs
- 1973
  - 1r al Gran Premi Pino Cerami
- 1974
  - 1r al Gran Premi de Mònaco
  - Vencedor de 2 etapes de la Volta a Bèlgica
  - Vencedor d'una etapa al Tour de l'Oise
- 1976
  - Vencedor d'una etapa al Tour de França

### Resultats al Tour de França
- 1963. 21è de la classificació general
- 1964. Abandona (13a etapa)
- 1965. Abandona (11a etapa)
- 1966. 32è de la classificació general. Vencedor d'una etapa
- 1968. 3r de la classificació general
- 1969. 57è de la classificació general
- 1971. 58è de la classificació general
- 1976. 77è de la classificació general. Vencedor d'una etapa
- 1977. Abandona (17a etapa)

### Resultats a la Volta a Espanya
- 1971.  1r de la classificació general
- 1973. 54è de la classificació general

### Resultats al Giro d'Itàlia
- 1967. 39è de la classificació general